# Adrien Salvetat

Adrien Salvetat (1856)

Adrien Salvetat (* 23. November 1910 in Montauban; † 26. Mai 1987 in Olonzac, Département Hérault) war ein französischer Politiker. Von 1956 bis 1958 war er Abgeordneter der Nationalversammlung.
Salvetat war nach Studium in Montpellier ab 1936 als Apotheker tätig. Diesen Beruf übte er ab 1954 im familieneigenen Betrieb in Narbonne aus. Dort engagierte er sich ab 1949 in der Lokalpolitik und trat der Parti radical-socialiste bei. Dem folgte im August 1954 der Wechsel zur poujadistischen, rechtsradikalen UDCA. Für deren Wahlliste Union et fraternité française stellte sich Salvetat bei den Parlamentswahlen im Januar 1956 zur Wahl. Dank 18 Prozent der Stimmen, die im Département Aude auf seine Partei entfielen, zog er als Listenerster ins Parlament ein. Unter den 52 Abgeordneten seiner Fraktion befanden sich auch Rechtsextreme wie Jean-Marie Le Pen. Innerhalb der Bewegung gehörte er zu den Führungspersönlichkeiten und hielt unter anderem eine Rede vor rund 3000 Zuhörern in Castelnaudary. Er blieb 1958 der Abstimmung fern, die Charles de Gaulle weitreichende Befugnisse einräumte und damit die Gründung der Fünften Republik einleitete. Im Folgenden wandte er sich von der Haltung seiner Partei ab und sprach sich für de Gaulles Reformen aus. Am 31. Juli 1958 wurde er aus der UDCA ausgeschlossen und trat bei den Parlamentswahlen im selben Jahr nicht erneut an. Stattdessen wurde er zum Mitbegründer der Vereinigung Syndicat des artisans, commerçants et professionnels des entreprises libres de la région de Narbonne und war für diese weiterhin aktiv. Ab 1961 war er Sekretär der Handelskammer von Narbonne und etwa im selben Zeitraum für die kleinen und mittleren Unternehmen der Stadt zuständig. 1975 übernahm er die Verantwortung als Richter des Handelsgerichts Narbonne. Zudem bekleidete er ab 1971 das Amt des Bürgermeisters von Olonzac, wo er 1987 starb.